# Governador Celso Ramos
Governador Celso Ramos è un comune del Brasile nello Stato di Santa Catarina, parte della mesoregione della Grande Florianópolis e della microregione di Florianópolis.
Nel suo territorio amministrativo è compresa l'isola d'Anhatomirim.